# 17-Hydroksykortykosteroidy
17-Hydroksykortykosteroidy – u człowieka, steroidy nadnerczowe powstające wskutek działania 17α-hydroksylazy w trakcie biosyntezy hormonów kory nadnerczy.
Przykładowymi 17-hydroksykortykosteroidami są:
- 17-hydroksypregnenolon, powstający z pregnenolonu,
- 17-hydroksyprogesteron, powstający z progesteronu,
- 11-deoksykortyzol, powstający z deoksykortykosteronu,
- kortyzol, powstający z kortykosteronu.

Wybrane 17-hydroksykortykosteroidy
17-hydroksypregnenolon
17-hydroksyprogesteron
11-deoksykortyzol
kortyzol

## Diagnostyka
Wydalanie 17-hydroksykortykosteroidów ocenia się w sytuacji, gdy nie ma możliwości oceny wydalania samego wolnego kortyzolu. Alternatywnie można oznaczać wydalanie wolnych kortykoidów, tzn. 17-hydroksykortykosteroidów nie związanych z kwasem glukuronowym.
Oznaczenia dokonuje się metodą Portera i Silbera w dobowej zbiórce moczu. Normy ustalane są indywidualnie dla każdego laboratorium i najczęściej wynoszą:
- 6,1–19,3 μmol/24 h (2,2–7,0 mg/24 h),
- dla wolnych kortykoidów – 80–250 μg/24 h.

## Znaczenie
Obniżenie poziomu wydalania 17-hydroksykortykosteroidów stwierdza się w niedoczynności kory nadnerczy, natomiast zwiększenie – w zespole Cushinga oraz podczas stosowania syntetycznych kortykosteroidów. Z tego powodu istotne jest odstawienie zażywanych kortykosteroidów na 72 godziny przed oznaczeniem.
Niewielkie zwiększenie poziomu 17-hydroksykortykosteroidów może mieć miejsce w otyłości. W różnicowaniu nadczynności kory nadnerczy z otyłością prostą stosuje się oznaczanie poziomu wolnych kortykoidów, na których poziom wydalania nie wpływa masa ciała.
Oznaczenia dynamiki wydalania 17-hydroksykortykosteroidów mogą być elementem testu rezerwy nadnerczowej w różnicowaniu niedoczynności nadnerczy.